# Max Pommer (Dirigent)
Max Pommer (* 9. Februar 1936 in Leipzig) ist ein deutscher Chor- und Orchesterdirigent und Musikwissenschaftler.

## Leben
Der Urenkel des Architekten und Bauunternehmers Max Pommer (und damit in vierter Generation Träger des Vornamens Max in der Familie Pommer) besuchte die Leipziger Thomasschule und gründete dort das Kammerorchester der Thomasschule.
Nach dem Abitur studierte er Dirigieren und Klavier an der Leipziger Hochschule für Musik und von 1960 bis 1964 Musikwissenschaft an der Universität Leipzig, die ihn 1968 mit einer Dissertation zum Thema „Melodische Einflüsse des Ländlers auf die Wiener Komponisten des 19. und 20. Jahrhunderts“ promovierte.
Pommer war Chorassistent bei Hans Sandig und absolvierte ein Orchesterpraktikum bei Herbert Kegel, später arbeitete er unter Herbert von Karajan. Nach seiner Tätigkeit als Kapellmeister in Borna leitete er von 1962 bis 1973 die Leipziger Kammermusikvereinigung und die Gruppe Neue Musik Hanns Eisler.
Von 1973 bis 1987 war Pommer Leiter des Leipziger Universitätschores. Während dieser Zeit gründete er zusammen mit Mitgliedern des Gewandhausorchesters 1979 das Neue Bachische Collegium Musicum und war bis 1987 auch dessen künstlerischer Leiter. Er machte dieses mit vielen internationalen Preisen ausgezeichnete Kammerorchester (u. a. Deutscher Schallplattenpreis für die Einspielung von Bachs Brandenburgischen Konzerten) in Zusammenarbeit mit dem Trompetensolisten Ludwig Güttler schon lange vor der Wiedervereinigung Deutschlands in der Welt bekannt, was Pommer auch seinen internationalen Durchbruch brachte. Eine umfangreiche Tätigkeit als Gastdirigent führte Pommer in der Folgezeit zu weltweit namhaften Orchestern. 1980 erfolgte seine Berufung zum Professor mit künstlerischer Lehrtätigkeit an die Universität Leipzig.
Danach war Max Pommer als Generalmusikdirektor von 1987 bis 1991 Chefdirigent des Rundfunk-Sinfonieorchesters Leipzig. Nach ersten Kursen und einer Gastprofessur an der Hochschule für Musik Saar wurde Pommer 1990 zum Professor für Orchestererziehung und Dirigieren berufen. In Saarbrücken baute er ein Hochschulorchester auf und leitete dieses und die Dirigierklasse der Hochschule bis 2005. Er dirigierte u. a. das  Saint Paul Chamber Orchestra, Orchestre national Bordeaux Aquitaine und SWR Sinfonieorchester Baden-Baden und Freiburg. Seit 2006 ist er Gastdirigent des Nagoya Philharmonic Orchestra in Tokio.
1991 dirigierte er erstmals das Mozarteumorchester Salzburg bei den Salzburger Festspielen. Ebenfalls seit 1991 arbeitete er mit der Hamburger Camerata zusammen, deren künstlerischer Leiter er von 2001 bis zu seinem 75. Geburtstag 2011 war. Zu seinem Abschied wurde Pommer für seine vielfältigen Verdienste in der Musik mit der Biermann-Ratjen-Medaille der Freien und Hansestadt Hamburg ausgezeichnet. Seit dem Jahr 2000 ist Pommer ständiger Gastdirigent der Holland Symfonia, einem Zusammenschluss von Musikern des Noordhollands Philharmonisch Orkest (NPO) und des Nederlands Balletorkest (NBO). Nach seiner Emeritierung zum Ende des Sommersemesters 2003 kommt Pommer verstärkt seinen nationalen und internationalen Dirigierverpflichtungen und bis 2011 seiner Konzerttätigkeit mit der Hamburger Camerata nach.
2009 dirigierte er am Tiroler Landestheater in Innsbruck Brigitte Fassbaenders gefeierte Inszenierung von Das Rheingold.
Pommers CD-Einspielungen sind vielfältig. Allein für Capriccio spielte er 22 Aufnahmen mit Orchesterwerken von Bach, Händel und Debussy ein. Für Berlin Classics nahm er Mozarts Sinfonien und frühe Opern auf. Das finnische Label Ondine brachte Aufnahmen der sinfonischen Werke der finnischen Komponisten Einojuhani Rautavaara und Kalevi Aho, aber auch Werke von Kurt Weill heraus. Ebenso gibt es von Eterna Musik zeitgenössischer deutscher Komponisten, wie Eisler, Dessau und Schönberg.

## Auszeichnungen
- 1979: Kunstpreis der DDR
- 1985: Nationalpreis der DDR für Kunst und Literatur, III. Klasse
- 1985: Deutscher Schallplattenpreis
- 2011: Biermann-Ratjen-Medaille der Freien und Hansestadt Hamburg